# Cantonul Vouziers
Cantonul Vouziers este un canton din arondismentul Vouziers, departamentul Ardennes, regiunea Champagne-Ardenne, Franța.

## Comune
| Comune            | Populație (1999) | Cod poștal | Cod INSEE |
| ----------------- | ---------------- | ---------- | --------- |
| Ballay            | 245              | 08400      | 08045     |
| Bourcq            | 70               | 08400      | 08077     |
| Contreuve         | 73               | 08400      | 08130     |
| La Croix-aux-Bois | 137              | 08400      | 08135     |
| Falaise           | 326              | 08400      | 08164     |
| Grivy-Loisy       | 191              | 08400      | 08200     |
| Longwé            | 82               | 08400      | 08259     |
| Mars-sous-Bourcq  | 54               | 08400      | 08279     |
| Quatre-Champs     | 189              | 08400      | 08350     |
| Sainte-Marie      | 67               | 08400      | 08390     |
| Terron-sur-Aisne  | 114              | 08400      | 08443     |
| Toges             | 94               | 08400      | 08453     |
| Vandy             | 212              | 08400      | 08461     |
| Vouziers          | 4 742            | 08400      | 08490     |
| Vrizy             | 360              | 08400      | 08493     |